# Urizaharra / Peñacerrada (ort)
Urizaharra / Peñacerrada (baskiska: Urizaharra) är en ort i Spanien.   Den ligger i provinsen Araba / Álava och regionen Baskien, i den norra delen av landet, 260 km norr om huvudstaden Madrid. Urizaharra / Peñacerrada ligger 745 meter över havet och antalet invånare är 264.
Terrängen runt Urizaharra / Peñacerrada är kuperad. Runt Urizaharra / Peñacerrada är det ganska glesbefolkat, med 24 invånare per kvadratkilometer. Närmaste större samhälle är Haro, 13,6 km sydväst om Urizaharra / Peñacerrada. Trakten runt Urizaharra / Peñacerrada består till största delen av jordbruksmark.